# 全球捐赠网
全球捐赠网 是一个针对发展中国家的在线捐赠平台。 捐赠者的人可以选择一个地区或一个主题，诸如医疗、环保、教育等进行捐赠。 选择一个项目之后，捐赠者可以通过现金、信用卡或者PayPal捐赠任意金额。捐赠者还可以捐赠实物，但必须向全球捐赠网交纳15%的运费。
这些捐助会直接用于解决社会问题和提升当地的生活水準。 为了方便捐赠者对捐赠项目的了解，项目领导者会定期向捐赠者们更新这些这些项目的进展和影响，并且邀请捐赠者对它们做出评论。
所有的捐款会透过全球捐赠网基金会捐出，该基金会符合501(c)条款，在美国完全免税。

## 组织结构
全球捐赠网基金会(GGF)是一个非营利组织，任何个人和公司都可以通过全球捐赠网捐款。全球捐赠网最初由全球捐赠网基金会和ManyFutures公司合作运营，从2008年12月开始，基金会开始管理全部事务。
任何公司都可以以全球捐赠网作为平台鼓励他们的雇员、客户、伙伴或董事会直接向经济欠发达地区或者任意地区的经济发展项目捐款。非政府组织(NGOs)也可以在网站上发布它们为经济欠发达地区规划的项目。
在基金会成立初期，主要由奥米迪亚网络、斯科尔基金会和威廉和弗洛拉·休利特基金会提供资金。

## 历史
全球捐赠网的创始人是Mari Kuraishi和Dennis Whittle。在创建网站之前，他们在世界银行负责战略和创新。1998年时他们举办了创新商圈竞赛( Innovation Marketplace)，参赛者提出打击贫穷议题的计划，而优胜者可以获得完成计划的资金,使得世界银行历史上一些最有创造性和效率的计划被提出。
在2000年，他们希望能将这个竞赛的精神更发扬光大，于是举办了发展商圈竞赛(Development Marketplace)，来自世界各地的社会企业家聚集在华盛顿特区。共募集到超过5百万美元的资金。
以之前的成功为基础，为使发展中国家更容易地进行社会和经济创新，他们创建了网络平台。在2000年10月，他们离开了世界银行，随后在2002年2月14日创建了全球捐赠网。
作为一个网上平台，全球捐赠网不同于世界银行发展商圈竞赛，它基于社交网络，而且随时向捐赠者反馈被捐助地区的情况。每一个地区制定一个或多个发展项目来吸引捐赠，每一个项目的资金是向社会众包的，而不是由一个专家团队操作。事实上，组织者通过email和媒体宣传来募捐。